# يان أرنولد
يان أرنولد (بالإنجليزية: Ian Arnold)‏ (4 يوليو 1972 بدورهام، إنجلترا في المملكة المتحدة - ) هو لاعب كرة قدم بريطاني في مركز الهجوم. لعب مع رويال أنتويرب ونادي ساوثبورت ونادي كارلايل يونايتد ونادي ميدلزبره ونادي ستاليبريدج سيلتيك ونادي بارو ونادي كيدرمينستر هاريرز لكرة القدم ونادي موركامب ونادي ووركينغتون.

## وصلات خارجية
- يان أرنولد على موقع قاعدة بيانات كرة القدم.إي يو (الإنجليزية)